# Polska Formuła Junior Sezon 1963
Polska Formuła Junior Sezon 1963 – drugi i ostatni sezon Polskiej Formuły Junior.

## Zwycięzcy
| Runda | Data            | Tor       | Pole position | Najszybsze okrążenie | Zwycięzca (kierowcy)  | Zwycięzca (zespoły)         |
| ----- | --------------- | --------- | ------------- | -------------------- | --------------------- | --------------------------- |
| 1     | 12 maja         | Białystok | ?             | ?                    | Władysław Szulczewski | Automobilklub Częstochowski |
| 2     | 16 czerwca      | Lublin    | ?             | ?                    | Jerzy Jankowski       | Automobilklub Warszawski    |
| 3     | 22 lipca        | Gliwice   | ?             | ?                    | Heinz Melkus          | ADMV Berlin                 |
| 4     | 22 października | Tychy     | ?             | ?                    | Longin Bielak         | Automobilklub Warszawski    |

## Klasyfikacja kierowców
| Legenda oznaczeń w tabelach wyników Wyświetl szablon na nowej stronie | Legenda oznaczeń w tabelach wyników Wyświetl szablon na nowej stronie                                                                     |
| Oznaczenie                                                            | Wyjaśnienie |
| --------------------------------------------------------------------- | --- |
| Złoty                                                                 | Zwycięzca lub mistrzostwo |
| Srebrny                                                               | 2. miejsce lub wicemistrzostwo |
| Brązowy                                                               | 3. miejsce lub II wicemistrzostwo |
| Zielony                                                               | Ukończył, punktował (w klasyfikacji generalnej, gdy zdobył co najmniej jeden punkt na przestrzeni sezonu, poza trzema powyższymi opcjami) |
| Niebieski                                                             | Ukończył, nie punktował (w klasyfikacji generalnej, gdy nie zdobył co najmniej jednego punktu na przestrzeni sezonu)                      |
| Czerwony                                                              | Nie zakwalifikował się (NZ) |
| Czerwony                                                              | Nie prekwalifikował się (NPK) |
| Różowy                                                                | Nie ukończył (NU) |
| Różowy                                                                | Niesklasyfikowany (NS) (w klasyfikacji generalnej, gdy nie został sklasyfikowany w żadnym wyścigu sezonu)                                 |
| Czarny                                                                | Zdyskwalifikowany (DK) |
| Czarny                                                                | Wykluczony (WYK/EX) |
| Biały                                                                 | Nie wystartował (NW) |
| Biały                                                                 | Kontuzjowany (K/INJ) |
| Biały                                                                 | Wyścig odwołany (OD/C) |
| Bez koloru                                                            | Został wycofany (WYC/WD) |
| Bez koloru                                                            | Nie przybył (NP/DNA) |
| Bez koloru                                                            | Nie brał udziału w treningach (NT/DNP) |
| Bez koloru                                                            | Nie został zgłoszony (–) |
| Pogrubienie                                                           | Start z pole position |
| Kursywa                                                               | Najszybsze okrążenie wyścigu |
| †                                                                     | Nie ukończył, ale jego rezultat został zaliczony ze względu na przejechanie więcej niż 90% dystansu wyścigu.                              |
| *                                                                     | Sezon w trakcie |
| 1/2/3                                                                 | Punktowana pozycja w sprincie kwalifikacyjnym                                                                                             |
| Lista systemów punktacji Formuły 1                                    | |

| 1                                             | Longin Bielak         | Automobilklub Warszawski    | 6  | 2 | 3  | 1  | 111 |
| 2                                             | Józef Kiełbania       | Automobilklub Świętokrzyski | 2  | 6 | 2  | 5  | 96  |
| 3                                             | Grzegorz Timoszek     | Automobilklub Warszawski    | 4  | 4 | -  | 2  | 90  |
| 4                                             | Władysław Szulczewski | Automobilklub Częstochowski | 1  | 3 | -  | -  | 72  |
| 5                                             | Jerzy Jankowski       | Automobilklub Warszawski    | 3  | 1 | NU | NS | 71  |
| 6                                             | Ksawery Frank         | Automobilklub Łódzki        | -  | 5 | 4  | 4  | 63  |
| 7                                             | Antoni Weiner         | Automobilklub Śląski        | NS | - | -  | 3  | 29  |
| 8                                             | Władysław Paszkowski  | Automobilklub Warszawski    | 7  | - | -  | 6  | 27  |
| 9                                             | Rudolf Wrocławski     | Automobilklub Śląski        | 5  | - | -  | NS | 26  |
| Kierowcy niedopuszczeni do zdobywania punktów |                       |                             |    |   |    |    |     |
| NS                                            | Heinz Melkus          | ADMV Berlin                 | -  | - | 1  | -  | 0   |
| NS                                            | Ferenc Kiss           | Ferenc Kiss                 | -  | - | NU | -  | 0   |